# Barbara Leonard
Barbara Leonard (ur. 12 czerwca 1924, zm. 24 stycznia 2013) – amerykańska polityk, republikanka.

## Życiorys
Barbara urodziła się w 1924 roku.
W 1984 roku była z ramienia Partii Republikańskiej kandydatką do Senatu Stanów Zjednoczonych, straciła jednak tę możliwość na rzecz urzędującego senatora Claiborne Pella. W latach 1993–1995 Barbara Leonard pracowała jako Sekretarz Stanu Rhode Island. Zasiadała w kilku instytucjach państwowych – Rhode Island Economic Development Corp., Port Authority i Advisory Committee on Refugee Resettlement.
Zmarła 24 stycznia 2013 roku mając 88 lat.